# Sport i Turystyka
Wydawnictwo Sport i Turystyka (SiT) – polskie wydawnictwo, które w czasach PRL specjalizowało się w publikacjach sportowych, przewodnikach i informatorach turystycznych.

## Historia
Powstało w 1953 roku z połączenia redakcji sportowej Wydawnictwa MON oraz Spółdzielni Wydawniczej Kraj. Redaktorem wydawnictwa został pułkownik Jan Baran-Bilewski.
Było największym wydawcą literatury sportowej w PRL. Publikowało również komiksy, m.in. z serii Kapitan Żbik, Pilot śmigłowca, Początki Państwa Polskiego. W latach 1953–1984 opublikowało 2726 tytułów w nakładzie 58 mln 147 tys. egz. oraz 667 innych tytułów w nakładzie 24 mln 10 tys. egzemplarzy. Jego wieloletnim dyrektorem był Eugeniusz Skrzypek.
Wydawnictwo publikowało corocznie terminarze i kalendarzyki kieszonkowe.
W latach 90 XX w. po upadłości związanej z transformacją ustrojową jego majątek przejęła Oficyna Wydawnicza „Muza” i utworzyła z niego oddzielną redakcję.

## Wybrane publikacje
- R. Trześniowski, Gry i zabawy ruchowe (7 wydań – 1954–1984)
- seria Na olimpijskim szlaku (1962–1988)
- Przewodnik po Polsce (4 wydania – 1963–1976)
- Z. Paryska, W. Paryski, Encyklopedia tatrzańska (1973)
- Księga sportu polskiego 1944–1974 (1974)
- Mała encyklopedia sportu (2 tomy – 1984, 1986)
- seria I ty zostaniesz olimpijczykiem